# Microchilo eromenalis
Microchilo eromenalis là một loài bướm đêm trong họ Crambidae.